# Ceiba Blanca
Ceiba Blanca är en ort i Mexiko.   Den ligger i kommunen Las Choapas och delstaten Veracruz, i den sydöstra delen av landet, 500 km öster om huvudstaden Mexico City. Ceiba Blanca ligger 16 meter över havet och antalet invånare är 363.
Terrängen runt Ceiba Blanca är platt. Runt Ceiba Blanca är det ganska glesbefolkat, med 29 invånare per kvadratkilometer. Närmaste större samhälle är Las Choapas, 11,9 km öster om Ceiba Blanca. Omgivningarna runt Ceiba Blanca är en mosaik av jordbruksmark och naturlig växtlighet.